# Lodewijk II van Loon
Lodewijk II (ca. 1170 - 29 of 30 juli 1218) was van 1194 tot 1218 de zevende graaf van het graafschap Loon. Loon was een leen van het prinsbisdom Luik vanaf de 11e eeuw tot 1366.

## Achtergrond
Twee jaar na Lodewijks aantreden als graaf van Loon werd Albert van Cuyck gedurende een kort episcopaat (1196-1200) prins-bisschop van Luik. Na de onrust die ontstaan was door de gewelddadige dood van een van zijn voorgangers, bisschop Albert van Leuven, werd hij verkozen als compromisfiguur. Van Cuyck had de steun van paus Celestinus III en van Hendrik I, de hertog van Brabant. Hij schonk de Luikenaars in 1196 hun eerste vrijheden in een oorkonde. Na van Cuyck was het Hugo van Pierrepont die zijn plaats innam op de Luikse
Cathedra.
Lodewijks regeringsperiode was belangrijk in vele opzichten, maar werd gekenmerkt door territoriaal verlies, vooral veroorzaakt door zijn ongebreidelde ambities. Daarnaast moest hij weerstand bieden aan de veroveringsdrang van de hertog van Brabant.

## Strijd om Sint-Truiden
De Brabantse hertog was voogd van de stad Sint-Truiden terwijl Lodewijk ondervoogd was. Toch was het Lodewijk die de voogdij in handen had, maar erkende de suzereiniteit van de hertog. De meningsverschillen tussen graaf en hertog begonnen toen de prins-bisschop van Metz, die medeheer van de stad was, besloot om de cijns op de grond aan de hertog toe te kennen. Vermoedelijk gebeurde dit omdat de inning van de cijnzen moeilijk was door de versnippering van landbouw- en bouwgronden en de Truienaren er helemaal vanaf wilden. Graaf Lodewijk kreeg de stad op zijn hand en zocht een medestander in de prins-bisschop van Luik om zijn machtige buur te kunnen trotseren. Hij erkende de prins-bisschop als suzerein voor het ambt van Montenaken, Tessenderlo en Brustem. Verder aanvaardde Lodewijk de munitio (versterking) Hasselt. Het conflict ontaardde niet in een oorlog door de bemiddeling van Filips I, graaf van Namen.

## Een avontuur in Holland
Zijn verloving in 1203 met Ada van Holland was bedisseld door haar moeder, gravin Aleid van Kleef, echtgenote van graaf Dirk VII van Holland. Aleid wilde het graafschap Holland zo snel mogelijk onder Loons gezag brengen, bevreesd als ze was voor de broer van haar man, Willem I van Holland, ook ten onrechte Willem van Friesland genoemd. In 1195 had ze bij Alkmaar strijd geleverd met Willem en trachtte, via haar dochter de macht over Holland te behouden. Toen Ada's vader Dirk in 1203 ernstig ziek werd, wilde hij zijn graafschap overlaten aan zijn enige, weliswaar nog minderjarige dochter Ada. Hij overleed op 4 november 1203 en Aleid slaagde erin om het huwelijk van haar dochter met Lodewijk nog voor zijn dood te laten inzegenen.

Aleydis comitissae... quam iam animo conceperat filiam comiti de Lone despondere et sic Hollandensem comitatum sub eius dominat transponere

Willem verzette zich tegen deze gang van zaken en wierp zich op als voogd van Ada. Gesteund als hij zich voelde door het leenrecht van een zwaardleen, in casu het graafschap Holland dat stipuleerde dat opvolging ontoelaatbaar was door een vrouw zonder voogd, meende hij het recht aan zijn kant te hebben. Willems reactie is vermeld in het oudste historisch werk van Nederland, de Annalen van Egmond: 

In den jaer ons Heeren m cc ende iii was grave Diderik tot Dordrecht ende was daer siec totter doot toe, ende begonde hem seer te beclagen, dat grave Willam van Oostvrieslant, sijn broeder, so verre van hem was ende dat hi vor sine doot mit hem niet ghesproken en hadde vander graefscap te bewaren, ende mede dat hi hem sine einighe dochter, die Ada hiet, ene scone maghet, ende tehant tijt was te hiliken, in sijnre beschermenisse niet bevolen en hadde. Adelheidis die gravinne pensede in horen sinne, dat si dese dochter Woude gheven te wive den grave Lodewike van Loen ende also miet enen vremden prince die graefscap van Hollant na horen goetduncken berichten

De schrijver vermeldde ook dat de begrafenis van Dirk met weinig respect gebeurde: (Latijn: erat miserum videre - ellendig om te zien)

## De Loonse oorlog
De strijd die gevoerd werd tussen 1203 en 1206 om de opvolging van graaf Dirk VII van Holland wordt door historici de Loonse Oorlog genoemd.

### Strijden met een lege maag
Ada, op weg naar de uitvaart van haar vader, werd in de burcht van Leiden belegerd en gevangengenomen door de Hollanders onder leiding van Willem. Voor hen was een vreemde graaf - enen vremden prince - onduldbaar.

Ada, die jonghe maghet, die haere moeder troost omberen moste, mit Rogher van Meerhem en Otte van Bueren ridders ende alle die scutte van ende sciltknechte de grave Lodewijc toebehoorden, vloën mit groten anxte totter veste van Leiden ende meenden hem daer te verwaren tieghen hoer viande... Ende dat volc van Rijnlant quamen met Philips van Wasenaer horen leidsman daerbi ende stormden dat casteel mit scutte ende slingheren ende mit anderen instrumenten an en tinnen ende an toornen, sodat deese voorseide ridders mosten hem van node opgheven, want si niet en hadden teten

Ada werd naar het eiland Texel gevoerd en kort nadien naar Jan zonder Land, de koning van Engeland.

### Lodewijk inarren moede
De hertog van Brabant rook zijn kans om Lodewijk verder te verzwakken en steunde Willem van Holland financieel. Lodewijk van zijn kant zocht steun bij zijn feodale omgeving en beleende als diplomatiek instrument zijn allodia als opgedragen leen aan belangrijke hertogen en graven om nieuwe banden te creëren. Op 10 juli 1203 schonk hij aan het kapittel van de Sint-Lambertuskerk te Luik, de burcht van Montenaken, de torenburcht van Brustem en het allodium van Hallud. In 1206 schonk hij Kolmont aan de hertog van Brabant. Verder schonk hij aan de toenmalige prins-bisschop Hugo van Pierrepont en het Luiks kapittel Tessenderlo, een ander allodium dat de abdij van Averbode bevatte, samen met Lummen en zijn kasteel. Al deze gebieden kreeg hij als leenman terug.
Lodewijk was in een benarde situatie geraakt en putte alle middelen uit om zijn positie te versterken. Hij ging zover dat hij, in ruil voor steun, het graafschap Holland in leen gaf aan Dirk van Are, de bisschop van Utrecht, en 2000 pond.

Grave Lodewijc van Loen, die immer meende hem hierof te wreken, versamende in sijn hulpe den bisscop van Ludic, den hertoghe van Lymborch en den grave van Vlanderen om zoude hem te helpen. Mer hierenboven hadde hi sunderlinghe betrouwe van op des bisscops Diderix hulpe van Utrecht, die hi tot sijnre hulpe hadde vercreghen om IIm pont ende belovede hem mede, dat hi Hollant van sijnre hant onfaen soude te lene.

Om zijn positie in Holland te versterken steunde hij de lagere adel. De hogere adel schaarde zich dan aan de kant van de coalitie die zich tegen hem vormde. De hertog van Limburg bemiddelde maar Willem woude zoene noch vrede mit hem angaen. Geconfronteerd met een overmacht vluchtte Lodewijk en, zoals Cornelius Aurelius berichtte in Die cronycke van Hollandt, Zeelandt ende Vrieslant: Ende heeft zijn tenten ende pauweljonen laten staen, ende haeste hem tot Utrecht te komen, als hi haestelixste mochte. Tijdens hun vlucht gooide zijn krijgsvolk het harnas uit maar ze ontsnapten niet: Yesulcke scoten hoer harnas uut om de vaerdichede willen, die nochtan al vliende doot gebleven sijn, wantter vele geslagen worden ende ghevangen; sommige versmoerden in die Zyle buyten Leyden, ende verdroncten. Willem kon beslag leggen op de legertros terwijl Lodewijk afdroop om nooit terug te keren: Ende in alsdusdaniger manieren is grave Lodewijck van Loon uut Hollandt verdreven, ende en quam nye weder daerin.

### Verbrokkeld Loon
Brugge was de stad waar in 1206 een wankele overeenkomst tussen Lodewijk en Willem werd vastgelegd. Lenen, allodia en eilanden omsloten door andere territoria werden afgebakend. Het was Filips I van Namen, ruwaard en baljuw van Vlaanderen, die beide partijen kon samenbrengen, maar Willem zette zijn wil door. Paus Honorius III bevestigde dit vredesverdrag in oktober 1206 en de Duitse keizer Otto IV erkende hem in 1213 als graaf van Holland. In een bul uit 1216 kwam de paus terug op de ontvoering van Lodewijks vrouw: super raptu mulieris uxoris ejusdem comitis (de verkrachting van een vrouw, de vrouw van de graaf).

## Loon en Londen
Vier jaar bleef Ada in Engeland opgesloten. Daar kon geweeklaag van haar moeder Aleide niets aan verhelpen. Ook Lodewijk zou naar de Engelse hoofdstad zijn getrokken, zo vermeldt de Annales Sancti Jacobi Leodiensis, geschreven door Renier de Saint-Jacques. De schrijver beweert hierin dat Lodewijk zelfs vazal werd van de Engelse koning Jan zonder Land. De koning liet op 16 april 1207 elf mark, tien schellingen en drie penningen besteden voor kledij van Ada en haar gevolg. De bisschop van Norwich, John de Gray zadelde hij op met de taak om een Loonse gijzelaar als borg te bewaken. Dat Lodewijk leenman werd van de Engelse koning wordt ook vermeld in akten van Jan zonder Land, door de Brabantse hertog en in het Brugs vredesverdrag. Daarin werd Loon verder uitverkocht gezien Lodewijk ook nog het kasteel van Kolmont in leen gaf aan Hendrik I.
Aleide stuurde in 1207 een brief naar de Engelse koning en deed daarin de omstandigheden van het huwelijk van haar dochter met de Loonse graaf uit de doeken. De aanhef van de brief was zeer respectvol van toon: het is uwe majesteit bekend dat mijn dochter bij u in gevangenschap verkeert. Verder liet ze haar emoties de vrije loop in een poging om haar dochter vrij te krijgen. Het huwelijk was wettelijk, zo betoogde ze, en afgesloten in de tegenwoordigheid van vele getuigen waarvan ze er acht opnoemde. Ze was wel zo verstandig alle namen niet te vernoemen omdat de opsomming van hun namen voor U zeker te langdradig zou zijn. Ada's vrijlating gebeurde nadat Lodewijk zijn broer Arnold als gijzelaar naar Londen stuurde. Zijn gevangenschap duurde tot 1214. Dat bleef niet zonder gevolgen voor Lodewijk.
Het is twijfelachtig of de financiële problemen na Ada's vrijlating waren opgelost. De aartsbisschop van Mainz, Siegfried II, vermeldt in een brief dat Lodewijks broer Gerard, graaf van Rieneck, goederen verkocht in Ingelheim en Issenheim aan het klooster Eberbach. Dat gebeurde met toestemming van zijn broers en van Ada. In 1218, het jaar waarin Lodewijk overleed, schonk hij nog de tienden van Hasselt, Kermt, Kuringen en Stokrooie aan de abdij van Herkenrode, ook weer met toestemming van Ada.

## De strijd om Holland en de Welfen en Ghibellijnen
De politieke situatie in Europa werd aan het begin van de 13e eeuw mee bepaald door de spanningen tussen de Welfen die aanhangers van de paus waren en de Ghibellijnen die aan de kant van de Duitse keizer stonden. Ook Lodewijk moest in deze tegenstelling partij kiezen en maakte een ongelukkige keuze. Toen keizer Hendrik VI overleed, ontstond een strijd om de keizertroon tussen diens broer Filips van Zwaben, een Ghibellijn, en Otto van Brunswijk, een pausgezinde of Welf. Lodewijk koos de kant van de Ghibellijn, zeer tegen de zin van de prins-bisschop van Luik die uiteraard pausgezind was. Wat de zaak verder compliceerde was dat de Brabantse hertog dan weer de kant van de Welfen koos. Sterk onder druk gezet door de Welfen, wisselde Lodewijk van kamp en steunde Otto. De Brabantse hertog die Lodewijk als vijand wilde behouden wisselde dan ook maar van kamp.
Nu Lodewijk en de prins-bisschop weer bondgenoten waren, ging Lodewijk zo ver dat hij het hem toegezegde graafschap Moha (zie verder) beloofde. Filips van Zwaben van zijn kant, rancuneus om het perfide gedrag van de Loonse graaf schonk de Brabander de rechten die de Duitse keizer vanouds over de Sint-Servaaswijk van Maastricht bezat. Lodewijk had die tot dan toe in leen en reageerde door samen met de prins-bisschop de Maastrichtse stadsmuur te vernielen die door Hendrik van Brabant was opgetrokken. Toen Filips van Zwaben de Brabantse hertog ter hulp schoot, zocht de Loonse graaf toenadering tot Filips, tot ongeloof van de hertog. Deze onverkwikkelijke periode sloot af in 1206 en Brabant behield de rechten op Maastricht. De hertog verkreeg ook Rutten en Loon van zijn kant verwierf opnieuw enkele geldelijke rechten in Sint-Truiden. Lodewijk schroomde niet en verklaarde zich ''homo ligius'' (volkomen verbonden man) van de Brabantse hertog. Alles werd weer op losse schroeven gezet toen Filips van Zwaben in 1208 werd vermoord. Otto kwam aan de macht en omdat de Engelse koning nu ook Otto ging steunen, wisselden Loon en Brabant nog maar eens van partij. Lodewijk had hiervoor een reden te meer gezien zijn vrouw Ada nog steeds als gevangene in Engeland verbleef.
Een nieuwe schok ging door de westerse wereld toen de paus Otto IV in 1210 in de ban sloeg en een tegenkeizer op de proppen kwam. Lodewijk koos ervoor om de keizer trouw te blijven terwijl zijn leenheer in Luik wel verplicht was om de pauselijke beslissing te respecteren. De Brabantse hertog voelde zich gesteund door Otto en trok met zijn leger naar Luik om de prins-bisschop aan te pakken. Hij onderstreepte daarmee opnieuw zijn aanspraak op het graafschap Moha (zie verder). Hugo van Pierrepont koos het hazenpad en vluchtte naar Hoei terwijl Lodewijk gekneld zat tussen de Brabander en zijn heer uit Luik. Toen Hugo van Pierrepont vanuit Hoei om hulp riep, gaf Lodewijk toe. Na de zoveelste partijwissel van Lodewijk was voor keizer Otto was de maat vol. De hertog behield de Loonse rechten op Maastricht en Holland werd aan Willem van Friesland overgelaten. Dat de ambitie van Lodewijk om Holland te verwerven te hoog gegrepen was werd nog maar eens duidelijk toen hij jong en zonder kinderen stierf. Ada overleefde hem heel wat jaren. Zij stierf in het kasteel van Kuringen, ten laatste in 1237.
Hendrik voelde de wind in de zeilen na al die meevallers. Hij wilde controle krijgen over de handelsweg die van Keulen over Maastricht naar Brugge liep. Daarvoor moest hij wel doorheen Luik en/of Loon. Zijn ambities werden in 1213 een halt toegeroepen toen hij bij de slag van Steps door Luikse troepen werd verslagen.

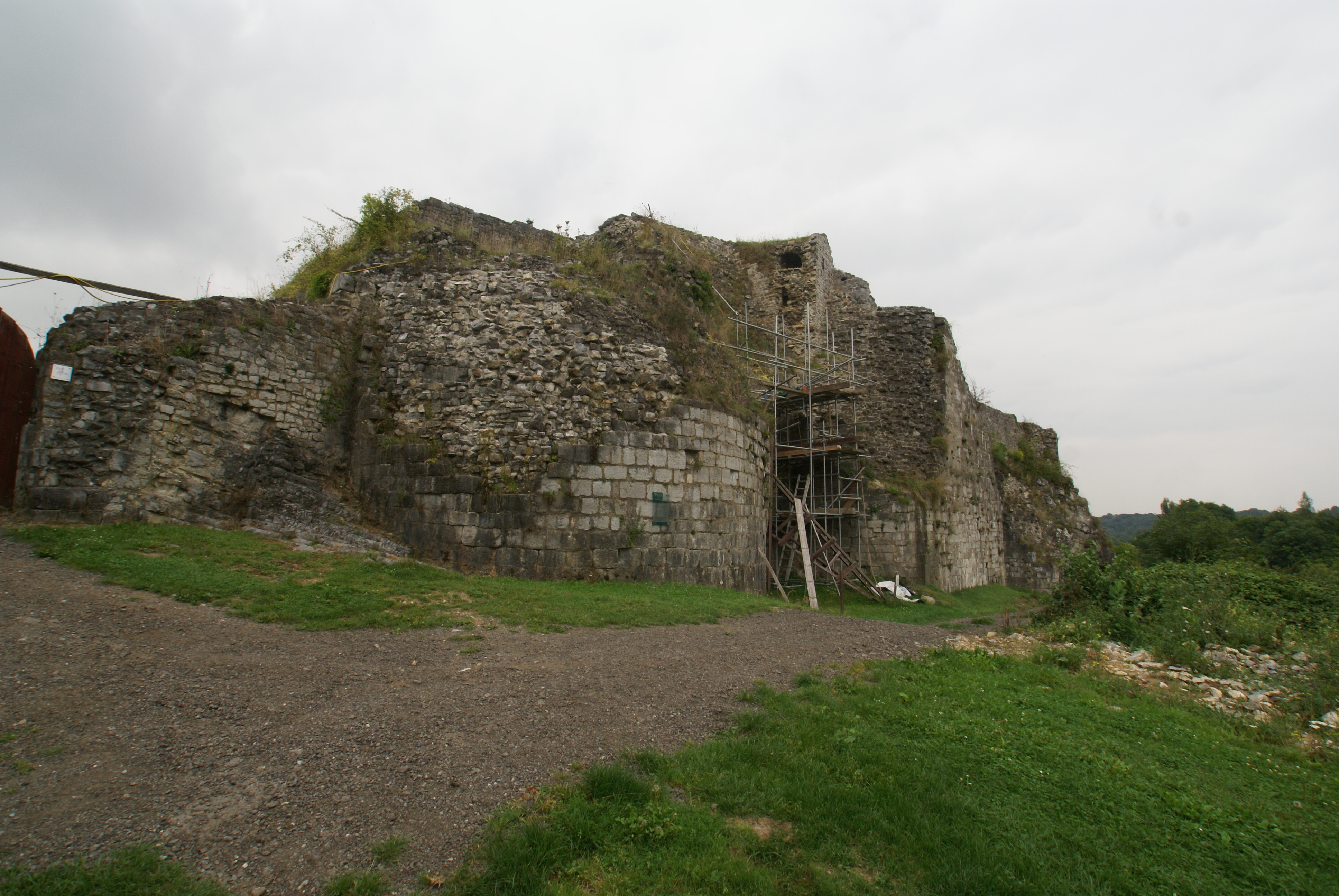
De burcht van Moha in 2008

## Lodewijk, Albert en Hendrik
Hendrik zocht tijdens zijn regeerperiode van 45 jaar (van 1190 tot 1235) territoriale expansie in oostelijke richting. Het graafschap Moha, een klein maar strategisch gelegen gebied in de buurt van Hoei kwam onder zijn aandacht. Toen Albert III, graaf van Moha zijn beide zonen verloor bij een steekspel waarbij ze mekaar doorboorden, had hij nog één dochter, Gertrude. Zij was driemaal gehuwd, maar had geen nakomelingen en overleed op 19-jarige leeftijd, nog voor haar vader. Albert, onder druk van schuldenlast, had zijn allodia in Moha al in 1204 verkocht aan Hugo van Pierrepont. Voor zowel Lodewijk als Hendrik was dit onaanvaardbaar gezien in 1197 via een contract was overeengekomen dat Moha deels zou toebehoren aan Brabant en Loon. Daarbij waren Hendrik I van Brabant en graaf Lodewijk II van Loon verwanten van Albert III en zagen zichzelf als erfopvolger. Het laat zich raden dat bij de dood van Albert in 1212 het conflict rond Moha tussen Loon, Luik en Brabant in alle hevigheid uitbarstte.
De situatie escaleerde verder toen Brabant dreigde Moha te bezetten. De prins-bisschop stuurde al zijn troepen naar Hoei, maar liet daarmee Luik onverdedigd achter. Hendrik zag zijn kans schoon en bezette Luik dat hij vier dagen lang plunderde. De Luikenaars vluchtten over de Maas. Toch haalde de prins-bisschop zijn gram toen de paus zijn vraag inwilligde om de hertog in de ban te slaan.

### De slag bij Steps

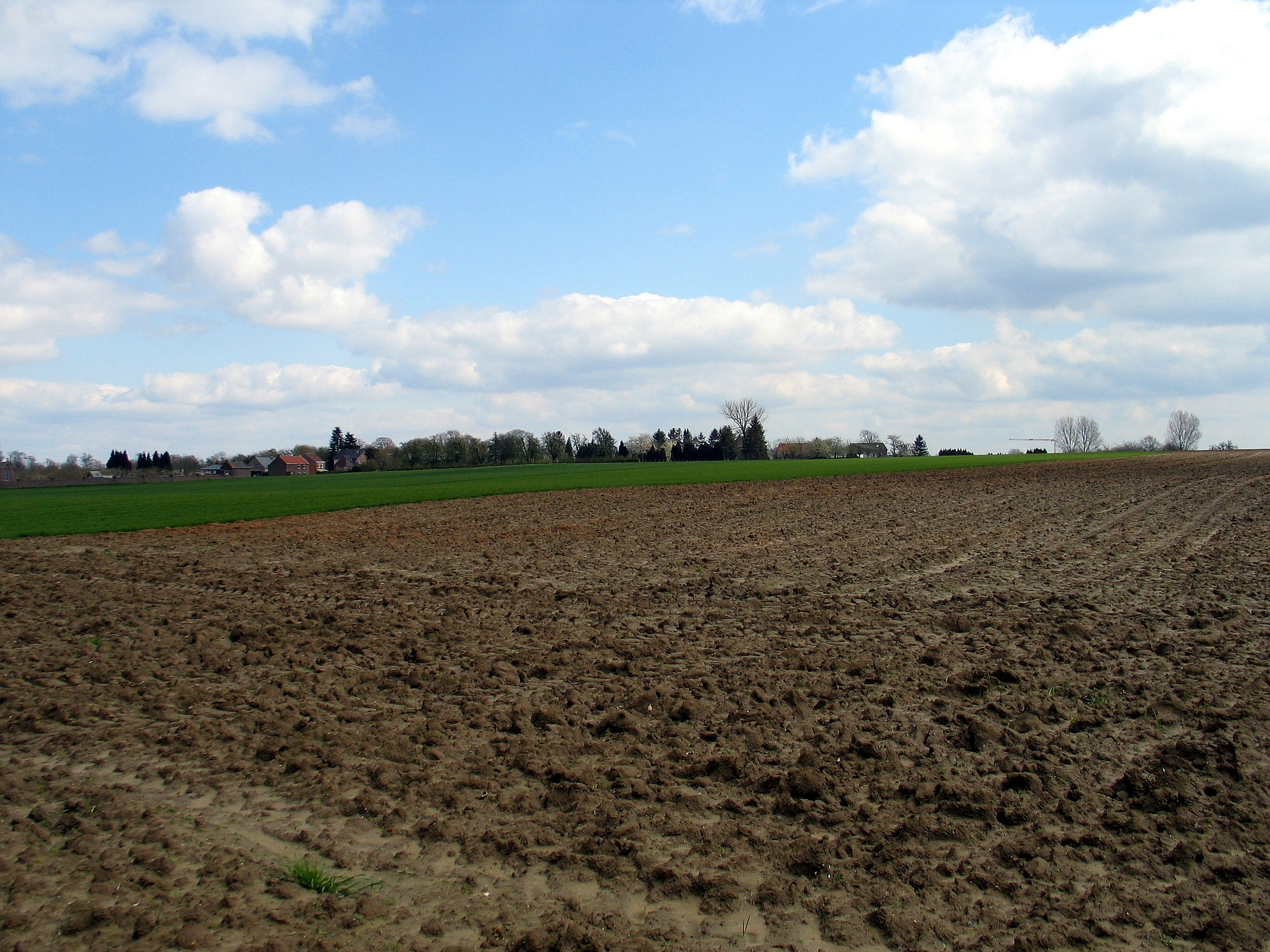
Het slagveld van Steps in 2008

De allianties waren gevormd en de ontlading zou volgen op zondag 13 oktober 1213 in het plaatsje Steps bij Montenaken. De slag zag de Luikse prins-bisschop en Lodewijk als overwinnaars het slagveld verlaten. Lodewijk had zich nauwelijks kunnen bedwingen en had de eerste aanval ingezet terwijl hij driemaal met luide stem zijn strijdkreet ''Looz'' (de naam van zijn graafschap) riep. De reeds vermelde Annales Sancti Jacobi Leodiensis vertellen ons ook dat het Luiks-Loons leger ongeveer zevenhonderd ridders en drie- tot vierduizend soldeniers kon opstellen. Ook burgers uit Dinant en Fosses stonden aan de Luiks-Loonse kant. De excommunicatie van Hendrik zorgde ervoor dat ook heel wat troepen door religieuze instellingen de kant van de prins-bisschop hadden gekozen. De Brabander moest bakzeil halen en zijn aspiraties voor Moha opbergen. Het duurde tot 1229 vooraleer hij zich definitief neerlegde bij het verlies van Moha dat in 1225 bij Luik werd gevoegd. Hij huwde na de slag, nog in 1213, met Maria van Frankrijk, dochter van Filips II, koning van Frankrijk.

## De dood van Lodewijk
Hoogstwaarschijnlijk werd de Loonse graaf door zijn broer Arnold vergiftigd. Hiermee nam hij wraak voor de jaren die hij door Lodewijks toedoen in Engeland in gevangenschap had doorgebracht. De vrouw die Lodewijk in zijn laatste uren bijstond was Christina de Wonderbare uit Brustem (1150-1224). Zij was de raadgeefster van de graaf die haar beschouwde als zijn tweede moeder. Dat zij bij Lodewijk was, vlak voor zijn dood, wordt bevestigd door Christina's ''vita'', in 1232 geschreven door Thomas van Camtimpré. Een franciscaan, Geeraert, maakte hiervan een berijmde vertaling:

Wat si dede doen de Greve starf, die selve Greve Lodewic, doen hi soud sterven, ende hi zijn doed sach bi, so deed hi Kerstinen, de heilige jonfrouwe, te hem roepen

Met Ada van Holland had Lodewijk geen kinderen. Het leenrecht bepaalde dat de oudste mannelijke telg in dalende lijn graaf zou worden. Dat was Hendrik die drie dagen na zijn broer aan de gevolgen van een vergiftiging bezweek. Hij ook werd hoogstwaarschijnlijk door zijn jongere broer Arnold vergiftigd. Arnold koos eieren voor zijn geld en huwde met Adelheid van Brabant, de dochter van de Brabantse hertog.

## Voorouders
| Voorouders van Lodewijk II van Loon | Voorouders van Lodewijk II van Loon                          | Voorouders van Lodewijk II van Loon                          | Voorouders van Lodewijk II van Loon                          | Voorouders van Lodewijk II van Loon                          | Voorouders van Lodewijk II van Loon                       | Voorouders van Lodewijk II van Loon                       | Voorouders van Lodewijk II van Loon                      | Voorouders van Lodewijk II van Loon                      |
| ----------------------------------- | ------------------------------------------------------------ | ------------------------------------------------------------ | ------------------------------------------------------------ | ------------------------------------------------------------ | --------------------------------------------------------- | --------------------------------------------------------- | -------------------------------------------------------- | -------------------------------------------------------- |
| Overgrootouders                     | Arnold II van Loon (1085-1138) ∞ Aleida van Diest (-)        | Arnold II van Loon (1085-1138) ∞ Aleida van Diest (-)        | Folmar V van Metz (1090-1142) ∞ Mathilde van Longwy (-)      | Folmar V van Metz (1090-1142) ∞ Mathilde van Longwy (-)      | Gerard II van Gelre (1090-1133) ∞ Ermgard van Zutphen (-) | Gerard II van Gelre (1090-1133) ∞ Ermgard van Zutphen (-) | Lodewijk III van Arnstein (-) ∞ ? (-)                    | Lodewijk III van Arnstein (-) ∞ ? (-)                    |
| Grootouders                         | Lodewijk I van Loon (1107-1171) ∞ Agnes van Metz (1114-1175) | Lodewijk I van Loon (1107-1171) ∞ Agnes van Metz (1114-1175) | Lodewijk I van Loon (1107-1171) ∞ Agnes van Metz (1114-1175) | Lodewijk I van Loon (1107-1171) ∞ Agnes van Metz (1114-1175) | Hendrik I van Gelre (-) ∞ Agnes van Arnstein (1130-1179   | Hendrik I van Gelre (-) ∞ Agnes van Arnstein (1130-1179   | Hendrik I van Gelre (-) ∞ Agnes van Arnstein (1130-1179  | Hendrik I van Gelre (-) ∞ Agnes van Arnstein (1130-1179  |
| Ouders                              | Gerard van Loon (1171-1194) ∞ Adelheid van Gelre (-1212)     | Gerard van Loon (1171-1194) ∞ Adelheid van Gelre (-1212)     | Gerard van Loon (1171-1194) ∞ Adelheid van Gelre (-1212)     | Gerard van Loon (1171-1194) ∞ Adelheid van Gelre (-1212)     | Gerard van Loon (1171-1194) ∞ Adelheid van Gelre (-1212)  | Gerard van Loon (1171-1194) ∞ Adelheid van Gelre (-1212)  | Gerard van Loon (1171-1194) ∞ Adelheid van Gelre (-1212) | Gerard van Loon (1171-1194) ∞ Adelheid van Gelre (-1212) |
| Lodewijk II van Loon (-1218)        |                                                              |                                                              |                                                              |                                                              |                                                           |                                                           |                                                          |                                                          |